# Jack van Bebber
Jack van Bebber (Perry, Oklahoma, 27 de julho de 1907 — Perry, Oklahoma, 13 de abril de 1986) foi um lutador de luta livre norte-americano.

## Carreira
Foi vencedor da medalha de ouro na categoria de 66-72 kg em Los Angeles 1932.